# 1977 års sexualbrottskommitté
1977 års sexualbrottskommitté tillsattes efter den kritik som riktats mot sexualbrottsutredningen.
Regeringen beslutade den 3 februari 1977 att tillsätta en kommitté med uppdrag att se över lagstiftningen om sedlighetsbrott. Till ledamöter i kommittén utsåg justitieminister Sven Romanus justitierådet Ulf K. Nordenson (ordförande), riksdagsledamöterna Gunilla André (c) och Eva Hjelmström (vpk), politices magister Bengt Mårtensson (m), avdelningschefen Turid Ström (s) samt skyddskonsulenten Stina Svegland (fp). Svegland ersattes från den 24 november 1979 av Britta Bergström (fp) som ledamot. Den 15 december 1980 ersattes Nordenson av hovrättslagmannen Johan Lind som kommitténs ordförande.
Experter i kommittén var kriminologen Leif G.W. Persson (från  7 juni 1977), docenten Rita Liljeström (från 14 februari 1978), hovrättsassessorn Anita Meyerson (från 1 oktober 1979) och socionomen Eva Hedlund (från 8 februari 1980).
I december 1982 lämnade kommittén sitt betänkande Våldtäkt och andra sexuella övergrepp (SOU 1982:61).